# Spallanzani (cráter)

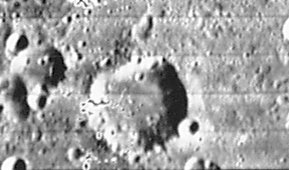
Fotografía de la misión Lunar Orbiter 4

Spallanzani es un cráter de impacto ubicado en el terreno accidentado y repleto de cráteres del hemisferio sur de la Luna. Al sureste se halla el prominente cráter Pitiscus, y al norte se localiza Nicolai.
|  |

El contorno de Spallanzani, vagamente circular, aparece desgastado y deformado por una serie de pequeños impactos, incluyendo un par de cráteres que atraviesan el brocal al este y al oeste. Presenta dos ligeras protuberancias hacia el exterior en el sector occidental del borde. La pared interior es irregular y está marcada por varios pequeños cráteres, aunque por lo demás carece de rasgos singulares. El suelo interior aparece nivelado y marcado tan solo por unos diminutos cráteres.

## Cráteres satélite
Por convención estos elementos son identificados en los mapas lunares poniendo la letra en el lado del punto medio del cráter que está más cercano a Spallanzani.
|             | \| Spallanzani \| Coordenadas \| Diámetro \| \| ----------- \| ----------------------------- \| -------- \| \| A \| 46°12′S 25°36′E / -46.2, 25.6 \| 6 km \| \| D \| 46°06′S 28°36′E / -46.1, 28.6 \| 6 km \| \| F \| 45°36′S 28°00′E / -45.6, 28.0 \| 22 km \| \| G \| 45°18′S 28°36′E / -45.3, 28.6 \| 15 km \| |          |
| Spallanzani | Coordenadas | Diámetro |
| A           | 46°12′S 25°36′E / -46.2, 25.6 | 6 km     |
| D           | 46°06′S 28°36′E / -46.1, 28.6 | 6 km     |
| F           | 45°36′S 28°00′E / -45.6, 28.0 | 22 km    |
| G           | 45°18′S 28°36′E / -45.3, 28.6 | 15 km    |